# 南京汽車集團

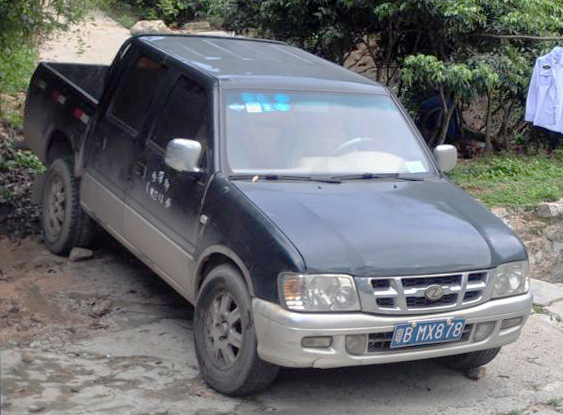
跃进NJ1022PBS2汽车

南京汽車集團有限公司（Nanjing Automotive (Group) Corporation）简称南汽，屬於上海汽车工业（集团）总公司旗下企業。

## 历史
1947年成立，在1958年第一辆轻型载货汽车，名為「躍進」牌，更名為南京汽车制造厂。
1982年1月9日以南京汽车制造厂为基础，与江苏、安徽、福建、江西和武汉五省市的生产同类型汽车的有关企事业单位联合组成南京汽车工业联营公司。第一批参加南京汽车工业联营公司的单位计有南京汽车制造厂、镇江汽车制造厂、江淮汽车厂、合肥汽车厂、六安汽车齿轮厂、永安汽车修造厂、福州市汽车修配厂、江西汽车制造厂、江西汽车底盘厂、抚州汽车厂、江西汽车齿轮厂、南昌齿轮厂、武汉汽车制造厂、武汉汽车发动机厂、武汉汽车齿轮厂、武汉长江汽车制造厂、武汉汽车研究所、有色金属铸造厂等18个单位。 
1995年，更名為跃进汽车集团公司，經過2003年完成整合企業資產後，南京汽车集团有限公司正式成立。
南汽主要業務生產貨車、轎車等產品，還有維修車輛等。現任董事长、总经理陈志鑫，党委书记俞建伟。
上海汽车工业（集团）总公司通过收购南汽，得到了南汽以五千三百万英镑买下的英国MG汽车。2008年8月初传出消息，上汽集团已经恢复了英国伯明翰的长桥基地的汽车生产。
1996年3月1日，南汽與依维柯合資成立南京依维柯。